# Poliboto
Poliboto (en griego: Πολύβοτος) fue una ciudad de la provincia romana de Frigia Phrygia Salutaris. El obispo de la ciudad era sufragáneo de Sínada, y luego de Amorio. Sus restos están a 4,8 km al suroeste de Bolvadin, en Turquía asiática.

## Historia
Hierocles, autor del siglo VI, la menciona en su Synecdemus, 677, 10. Aparece también en la Alexiada y tuvo un papel destacado en las campañas de Alejo I Comneno contra los turcos selyúcidas.

## Obispos
Le Quien menciona dos obispos:
- Strategius, presente en el Concilio de Calcedonia (451);
- San Juan el Taumaturgo, cuya festividad es el 5 de diciembre y que vivió en tiempos del emperador bizantino León el Isaurio.

Un tal Gregorio, sacerdote, representó al obispado en el segundo Concilio de Nicea (787). 
Las primeras Notitia Episcopatuum del siglo VII indican que el obispo de la localidad era sufragáneo del de Sínada. En el siglo IX, la sede episcopal pasó a depender del de  Amorio, hasta su supresión.
El obispado está incluido en la lista de sedes titulares la Iglesia católica.